# Deiphobe brunneri
Deiphobe brunneri är en bönsyrseart som beskrevs av Henri Saussure 1871. Deiphobe brunneri ingår i släktet Deiphobe och familjen Mantidae. Inga underarter finns listade i Catalogue of Life.